# Lushnjë
Lushnjë là một đô thị trong quận Lushnjë thuộc hạt Fier, Albania. Dân số năm 2005 là 37872 người.